# Klaus (Schule)

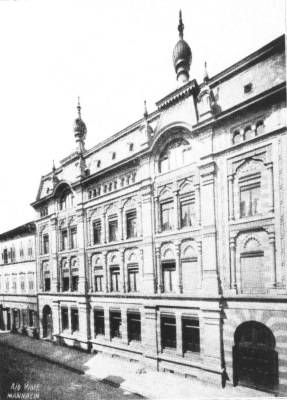
Die Lemle-Moses-Klaussynagoge in Mannheim um 1900

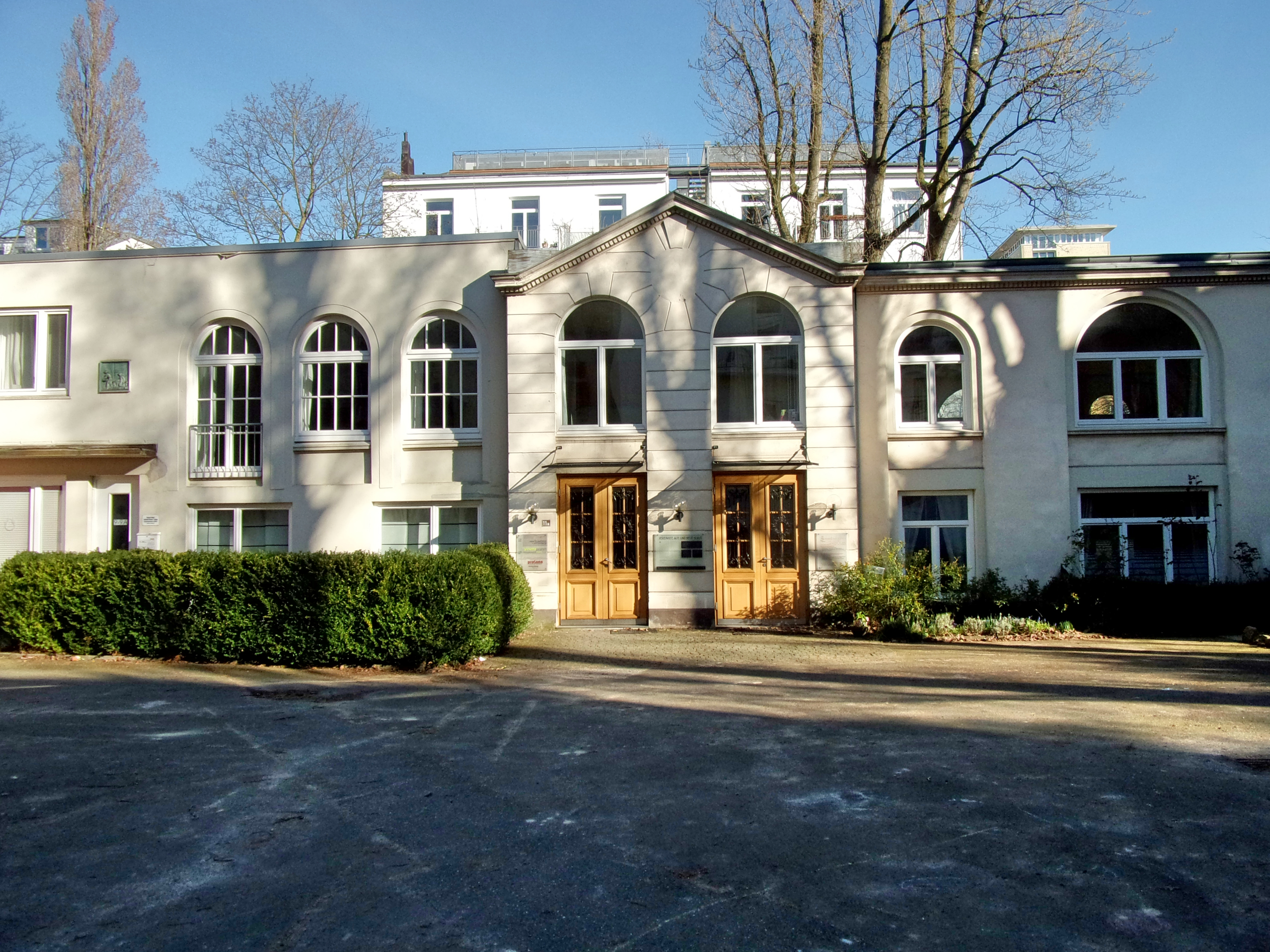
Vereinigte Alte und Neue Klaus im Hinterhof der Rutschbahn 11, Grindelviertel, Hamburg

Klaus (westjiddisch) bzw. klojs, klous (ostjiddisch), von Klause, Klausur; mittellat. clusa „abgeschlossener Raum“, ist ein von Gemeindemitgliedern gestiftetes Lehrhaus oder eine Schule, in der Juden ihre Tora- und Talmudstudien betreiben können. In den meisten Fällen ist die Klaus einer Synagoge angeschlossen. Heutzutage gibt es klojsn noch bei chassidischen Gemeinschaften, beispielsweise in Brooklyn.

## Historische Beispiele aus deutschen Ländern
- Die Lemle-Moses-Klaus in Mannheim, benannt nach dem damaligen Vorsteher der jüdischen Gemeinde Lemle Moses Reinganum, wurde von 1708 bis 1940 genutzt; das erst 1944 durch Bomben zerstörte Gebäude wurde 1953 abgerissen.[2]
- Die Michael May’sche Klaus in Mannheim, benannt nach ihrem Stifter Michael May, wurde um 1730 gegründet, doch schon 1765 wieder aufgelöst.[3]
- Die Elias-Hayum-Klaus in Mannheim, nach dem Herkunftsort ihres Stifters, des Mannheimer Hof- und Milizfaktors Elias Hayum, auch „Stuttgarter Schule“ genannt, wurde 1766 gegründet und bestand bis 1880.
- Die Alte Klaus, gegründet 1680, und die Neue Klaus, gegründet 1756, in Hamburg. Beide Anstalten fusionierten 1798 zur Vereinigten Alten und Neuen Klaus. Am Lehrhaus der Synagogengemeinschaft lehrten Selig Pinchas Bamberger, der durch die Übersetzung wichtiger hebräischer Schriften bekannt wurde, und die Rabbiner Steingut, Diamant, Cohn und Jaffé. Nach dem Novemberpogrom 1938 mussten die Gebäude verkauft werden. Sie werden seither anderweitig genutzt.

## Historische Beispiele aus dem früheren österreichisch-ungarischen Raum
- Die Klausen-Synagoge in Prag.
- Die Klaus-Synagoge in Prešov.